# رجب حسینی‌نسب
 سید رجب حسینی نسب (زادهٔ ۱۳۴۱ در دهلران) نمایندهٔ حوزهٔ انتخابیهٔ دهلران، دره‌شهر و آبدانان در دورهٔ ششم مجلس شورای اسلامی بوده‌است.